# Dawang (köpinghuvudort i Kina, Hubei Sheng, lat 30,04, long 115,12)
Dawang (kinesiska: Dawang Zhen, 大王镇) är en köpinghuvudort i Kina. Den ligger i provinsen Hubei, i den centrala delen av landet, omkring 100 kilometer sydost om provinshuvudstaden Wuhan. Antalet invånare är 39 500. Befolkningen består av 19 354 kvinnor och 20 146 män. Barn under 15 år utgör 21,0 %, vuxna 15-64 år 71 %, och äldre över 65 år 7,0 %.
Runt Dawang är det tätbefolkat, med 397 invånare per kvadratkilometer. Närmaste större samhälle är Majiao, 18,3 km väster om Dawang. Trakten runt Dawang består till största delen av jordbruksmark.
Genomsnittlig årsnederbörd är 2 084 millimeter. Den regnigaste månaden är maj, med i genomsnitt 332 mm nederbörd, och den torraste är januari, med 56 mm nederbörd.